# Animal Logic
Animal Logic, musikgrupp bildad 1989 av förre The Police-medlemmen Stewart Copeland, jazzbasisten Stanley Clarke och sångerskan Deborah Holland. Gruppen släppte två kritikerrosade album men hade svårt att nå ut till en bredare publik.
Copeland, Clarke och Holland återförenades 2013 och spelade in en låt ("Whipping Boy") vid the Sacred Grove.

## Diskografi
Album
- Animal Logic – 1989
- Animal Logic II – 1991

EP
- Rose Colored Glasses – 1991 (EP)

Singlar
- "Someday We'll Understand" – 1989
- "There's A Spy (In The House Of Love)" – 1989